# Antonio de Vivanco
Antonio de Vivanco fue un militar, marqués y empresario hispano-mexicano. 
Radicó en Bolaños desde 1756 y fue el empresario minero más exitoso de Bolaños, Jalisco, propiedades que disputó con José Carballo. Con tal de evitar una insurrección local comenzó a crear milicias locales, para tal empresa, el 1 de octubre de 1780, Pedro Trelles Villademoros, corregidor, por orden del Virrey, le concedió el grado de Coronel del Batallón de Milicias Urbanas de Infantería y Dragones del Real de Bolaños; Comandante en Jefe de las Compañías de esta clase de las jurisdicciones de la Frontera de San Luis de Colotlán, y villas de Jerez, Fresnillo y Aguascalientes, reprimiendo con sus milicias una revuelta que era comandada por José Cordova, hijo de un Capitán protector anterior, el cual reunió una fuerza de alrededor de 2 mil hombres. 
Durante la Revolución del Plan de Casa Mata, al no existir un acuerdo, Agustín de Iturbide, queriendo evitar el conflicto, envió al comandante militar de la capital, el brigadier Manuel Gómez Pedraza a Santa Marta, lugar donde había situado el general y marqués Antonio de Vivanco su cuartel general, para entrar en arreglo con los pronunciados. En junta de guerra, Vivanco, Nicolás Bravo, José Antonio de Echávarri, Miguel Barragán y otros, se firmó un convenio de 3 artículos el 26 de marzo para la abdicación de Iturbide.